# Остерби (Рендсбург-Эккернфёрде)
Остерби (нем. Osterby) — община в Германии, в земле Шлезвиг-Гольштейн.
Входит в состав района Рендсбург-Экернфёрде. Подчиняется управлению Хюттен. Население составляет 922 человека (на 31 декабря 2010 года). Занимает площадь 9,84 км².